# 마리아나 베가
마리아나 베가(Mariana Vega, 1985년 2월 11일 ~ )는 베네수엘라의 싱어송라이터이다.